# Ouled Attia
Ouled Attia (în arabă أولاد عطية) este o comună din provincia Skikda, Algeria.
Populația comunei este de 10.851 de locuitori (2008).